# Sztuka widzenia
Ten artykuł opisuje teorie, metody lub czynności niezgodne ze współczesną wiedzą medyczną.
Sztuka widzenia (ang. The Art of Seeing) – opublikowana w 1943 roku książka autorstwa Aldousa Huxleya przedstawiająca techniki wynalezione przez dr W.H. Batesa, pozwalające naprawić uszkodzony narząd wzroku. Metody i teorie w niej opisane zostały odrzucone przez środowisko naukowe, które zaprzecza istnieniu nieinwazyjnych sposobów usuwania wad wzroku.
Autor opisuje czynniki i procesy uszkadzające wzrok, które często nieświadomie sami uruchamiamy, np. nie mrugając powiekami odpowiednio często, unieruchamiając oczy czy wytrzeszczając je podczas próby ogarnięcia wyraźnym widzeniem większego obszaru niż normalnie. Metody leczenia zaburzeń widzenia polegają głównie na przywróceniu właściwych nawyków używania wzroku, głównie przez powtarzanie odpowiednich, opisanych w książce prostych ćwiczeń, mających na celu przywoływanie stanu "dynamicznego odprężenia".